# Vatapá
Vatapá je pokrm z brazilské kuchyně, nejrozšířenější je ve státě Bahia a v severovýchodní Brazílii obecně. Do Brazílie se dostalo z africké kuchyně, spolu s jorubskými otroky (z území dnešní Nigérie). Základem obvykle bývá kokosové mléko, chléb, drcené arašídy, palmový olej a krevety. Všechny suroviny se potom propasírují a vznikne z nich kaše. Krevety se někdy nahrazují rybím nebo i kuřecím masem. Často se podává s fazolovým kuličkami acarajé, nebo s rýží. Vatapá hraje roli v brazilském náboženství Candomblé.
Název vatapá pochází z jorubského vata'pa, což nejspíše znamená pro ni.